# Археологічний музей (Загреб)
Загребський археологічний музей (хорв. Arheološki muzej u Zagrebu) — міський археологічний музей у столиці Хорватії Загребі, що експонує велику кількість археологічних артефактів різних історичних епох, у тому числі низку унікальних.

## Загальна інформація
Археологічний музей Загреба міститься у великому історичному приміщенні-пам'ятці архітектури, й розташований за адресою:
пл. Ніколи Шубича-Зринського / Trg Nikole Šubića Zrinskog, буд. 19, м. Загреб—10000 (Хорватія).
Будинок музею — колишній палац Враничани-Гафнер на Зриневцю (Vranyczany-Hafner na Zrinjevcu). 
Режим роботи музейного закладу:
- по вівторках, середах і п'ятницях — з 10.00 до 17.00 години;
- у четвер — з 10.00 до 20.00 години;
- по суботах і неділях — з 10.00 до 13.00 години;
- закритий по понеділках.

Директор музею — проф. Анте Рендич-Міочевич (prof. Ante Rendić-Miočević).

## З історії та експозиції

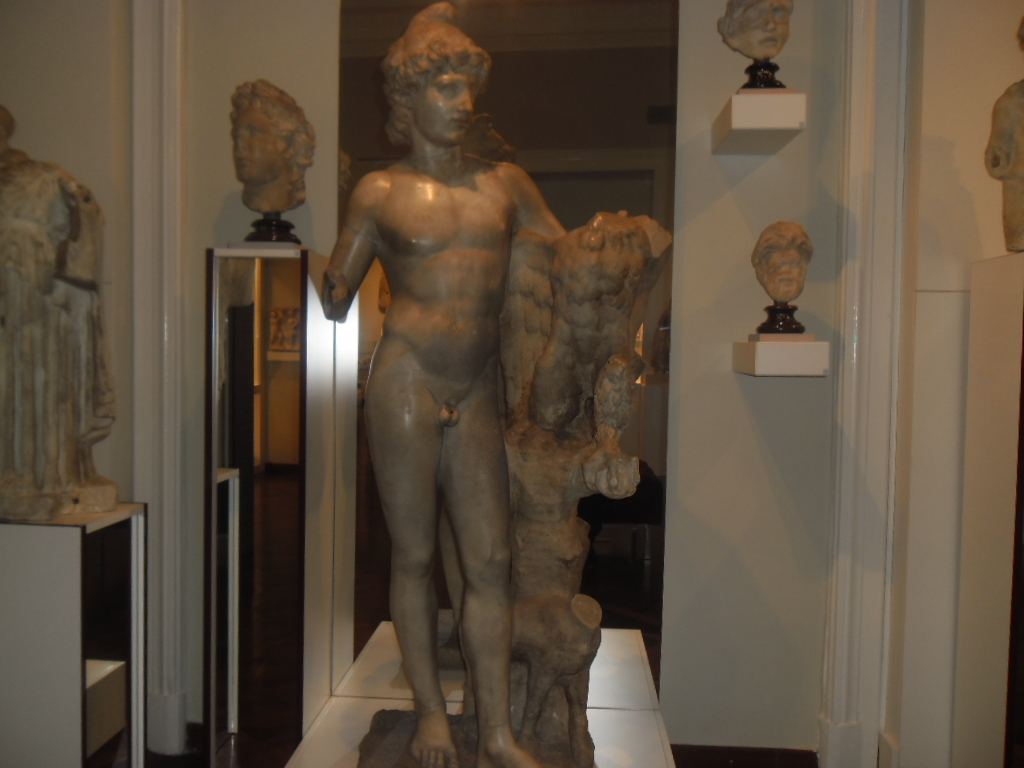
Археологічний музей

Археологічний музей у Загребі як самостійний музейний заклад працює починаючи з 1939 року. До того функціонував як відділ Національного музею. 
Музейна колекція у теперішній час налічує близько 400 тисяч різних артефактів. Фонди Загребського археологічного музею систематизовані за колекціями експонатів: доісторична, антична (грецькі та римські пам'ятки) та середньовічна. 

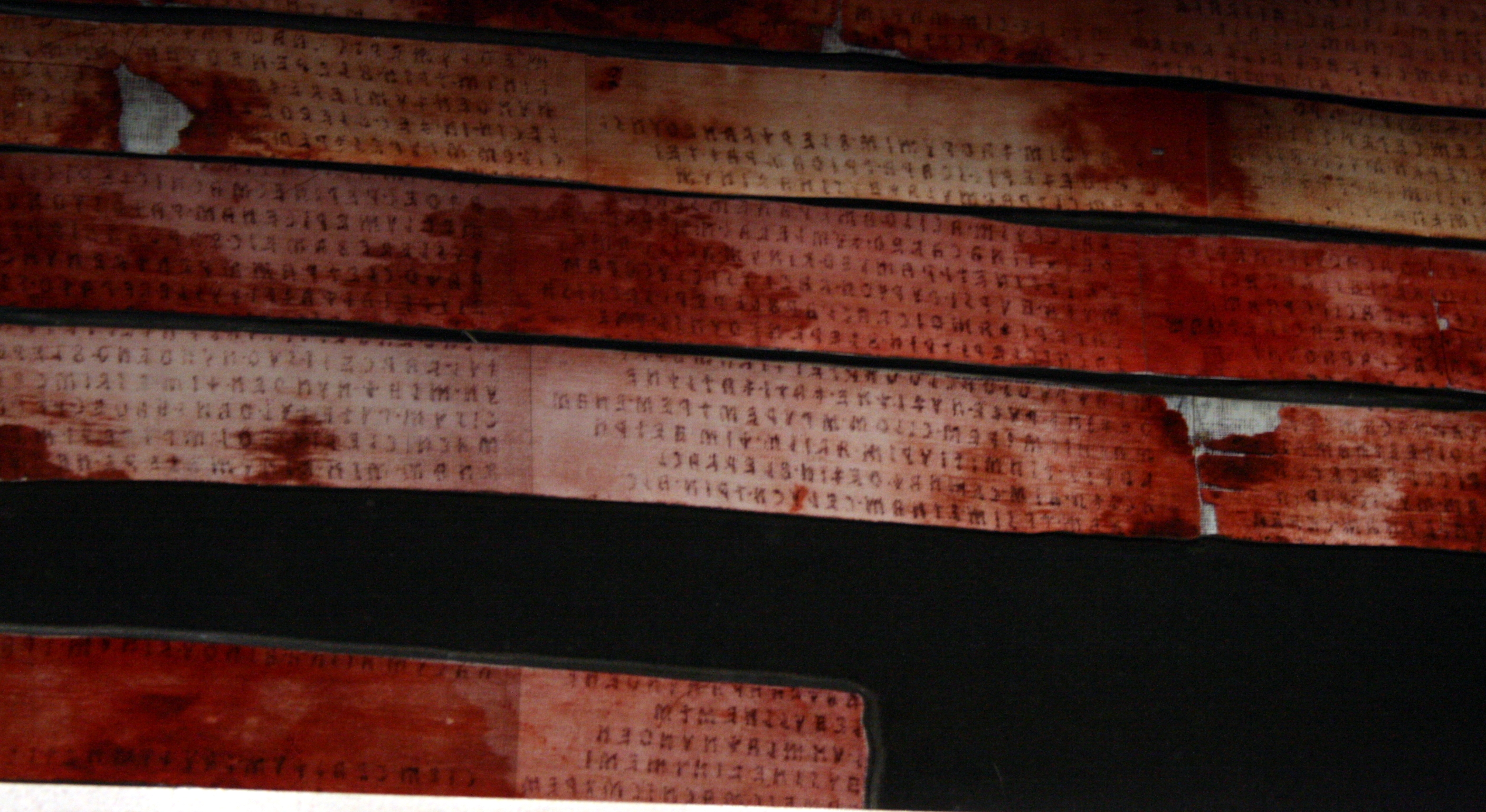
Сувої Загребської лляної книги

Музей володіє також давньоєгипетською колекцією, єдиною в своєму роді у цілому регіоні, а також нумізматичною колекцією, що є однією з найбільших подібних зібрань у Європі та в усьому світі.
В археологічному музеї в Загребі зберігається унікальна колекція етруських пам'яток. Найвідомішою і, без сумніву, найціннішою з-поміж них є відома «Загребська лляна книга» (Liber linteus Zagrabiensis), рукопис з найдовшим серед збережених дотепер текстом етруською мовою, і єдина збережена лляна книга стародавнього світу. 
Загребський археологічний музей опікується археологічним парком «Андаутонія» (Andautonija) у Щитар'єво (Šćitarjevo) поблизу загребського району Дубрава, де збереглися рештки античного міста, що існувало у I—IV століттях.